# Pindobind
Pindobind je hemikalija koji je patentirao IBM. On je eksperimentalno identifikovan kao depresant centralnog nervnog sistema. On kod životinja uzrokuje smanjenje ofanzivnih akcija, kao što je jurinje.